# Иакри
Иакри (порт. Iacri)  —  муниципалитет в Бразилии, входит в штат Сан-Паулу. Составная часть мезорегиона Марилия. Входит в экономико-статистический  микрорегион Тупан. Население составляет 6595 человек на 2006 год. Занимает площадь 324,029 км². Плотность населения — 20,4 чел./км².

## Статистика
- Валовой внутренний продукт на 2003 составляет 79.544.450,00 реалов (данные: Бразильский институт географии и статистики).
- Валовой внутренний продукт на душу населения на 2003 составляет 11.906,07 реалов (данные: Бразильский институт географии и статистики).
- Индекс развития человеческого потенциала на 2000 составляет 0,775 (данные: Программа развития ООН).